# Auchenisa alboporphyrea
Auchenisa alboporphyrea is een vlinder uit de familie van de spinneruilen (Erebidae). De wetenschappelijke naam van de soort is voor het eerst geldig gepubliceerd in 1907 door Pagenstecher.